# The Drover’s Wife – Die Legende von Molly Johnson
The Drover’s Wife – Die Legende von Molly Johnson ist ein Filmdrama von Leah Purcell, das im März 2021 beim South by Southwest Film Festival seine Premiere feierte und im November 2022 in die deutschen Kinos kam. Der Film basiert auf der Kurzgeschichte The Drover’s Wife von Henry Lawson, die von Purcell adaptiert wurde. Zudem ist die Regisseurin in der Titelrolle zu sehen.

## Handlung
Die Geschichte handelt im Jahr 1893. Die schwangere Molly Johnson wurde von ihrem Mann alleine auf der Farm zurückgelassen, weil er sich im Hochland um die Schafe kümmern muss. Molly und ihre Kinder kämpfen auf dem abgelegenen Stückchen Land im rauen australischen Outback ums Überleben, während sie auf seine Rückkehr warten.
Als eines Tages Sergeant Nate Clintoff und seine Frau Louisa bei Molly vor der Tür stehen, ist sie erst einmal misstrauisch und greift zur Waffe. Clintoff stammt aus London und wollte im Outback ein neues Leben anfangen. Das Paar befindet sich auf dem Weg nach Everton, einer Kleinstadt in der Nähe, wo Clintoff Polizeichef werden soll.
Kaum sind sie wieder fort, tritt ein flüchtender Aborigine, Yadaka, in ihr Leben. Während sie auf die Rückkehr ihres Ehemanns wartet, kommen sich Molly und Yadaka näher.

## Produktion

### Filmstab und Besetzung

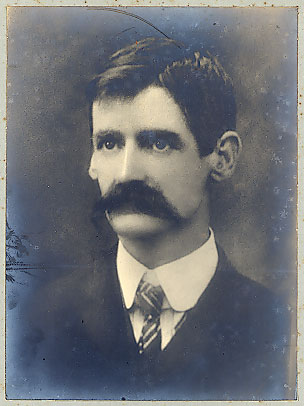
Der Film basiert auf der Kurzgeschichte The Drover's Wife von Henry Lawson

Regie führte Leah Purcell, die auch in der Titelrolle zu sehen ist und zudem das Drehbuch schrieb. Dieses basiert auf Purcells gleichnamigen Theaterstück aus dem Jahr 2016, das zahlreiche Auszeichnungen erhielt. Inspiration hierzu war die Kurzgeschichte The Drover’s Wife von Henry Lawson, die 1896 in der Sammlung von Erzählungen mit dem Titel While the Billy Boils veröffentlicht wurde. Bei dem Film handelt es sich um Purcells Regiedebüt bei einem Spielfilm, die als Schauspielerin vor allem aus den Fernsehserien Fallen Angels und Wentworth bekannt ist. Wie Yadaka in ihrem Film hat sie selbst indigene Wurzeln.
Neben Purcell in der Rolle von Molly Johnson spielt Rob Collins den Aborigine Yadaka. Sam Reid und Jessica De Gouw spielen Sergeant Nate Clintoff und dessen Ehefrau Louisa.

### Dreharbeiten und Filmmusik
Gedreht wurde 2019 in Sydney, in den Snowy Mountains und den Monaro Plains im australischen Bundesstaat New South Wales. Weitere Aufnahmen entstanden am Mount Selwyn und in Adaminaby. Als Kameramann fungierte Mark Wareham.
Die Filmmusik komponierte Salliana Seven Campbell. Sie vereinte dabei indigene australische mit irisch-englischen Klängen. Das Soundtrack-Album mit insgesamt 20 Musikstücken wurde im Mai 2022 von MovieScore Media als Download veröffentlicht.

### Veröffentlichung
Die Weltpremiere erfolgte am 16. März 2021 beim South by Southwest Film Festival. Am 14. Oktober 2021 soll der Film in die australischen Kinos kommen und in der darauffolgenden Woche das Brisbane International Film Festival eröffnen. Anfang November 2021 wurde er beim Braunschweig International Film Festival gezeigt und hiernach beim New Zealand International Film Festival. Im April 2022 wurde er beim Seattle International Film Festival gezeigt. Der Kinostart im Vereinigten Königreich erfolgte am 13. Mai 2022. Im September 2022 erfolgten Vorstellungen bei der Filmkunstmesse Leipzig. Der Kinostart in Deutschland erfolgte am 10. November 2022.

## Rezeption

### Altersfreigabe und Kritiken
In Deutschland wurde der Film von der FSK ab 16 Jahren freigegeben. In der Begründung heißt es, der Film sei als moderner Western erzählt und schildere die Härte des Lebens im Outback sowie die rassistischen und machistischen Verhältnisse auf realistische Weise. In diesem Zusammenhang weise er mehrere Szenen mit drastischen Darstellungen von Gewalt und sexualisierter Übergriffe sowie von Verletzungen auf. Auch der Sprachgebrauch sei immer wieder vulgär und beleidigend.
Von den bei Rotten Tomatoes aufgeführten Kritiken sind 80 Prozent positiv. Auf Metacritic erhielt der Film einen Metascore von 60 von 100 möglichen Punkten.

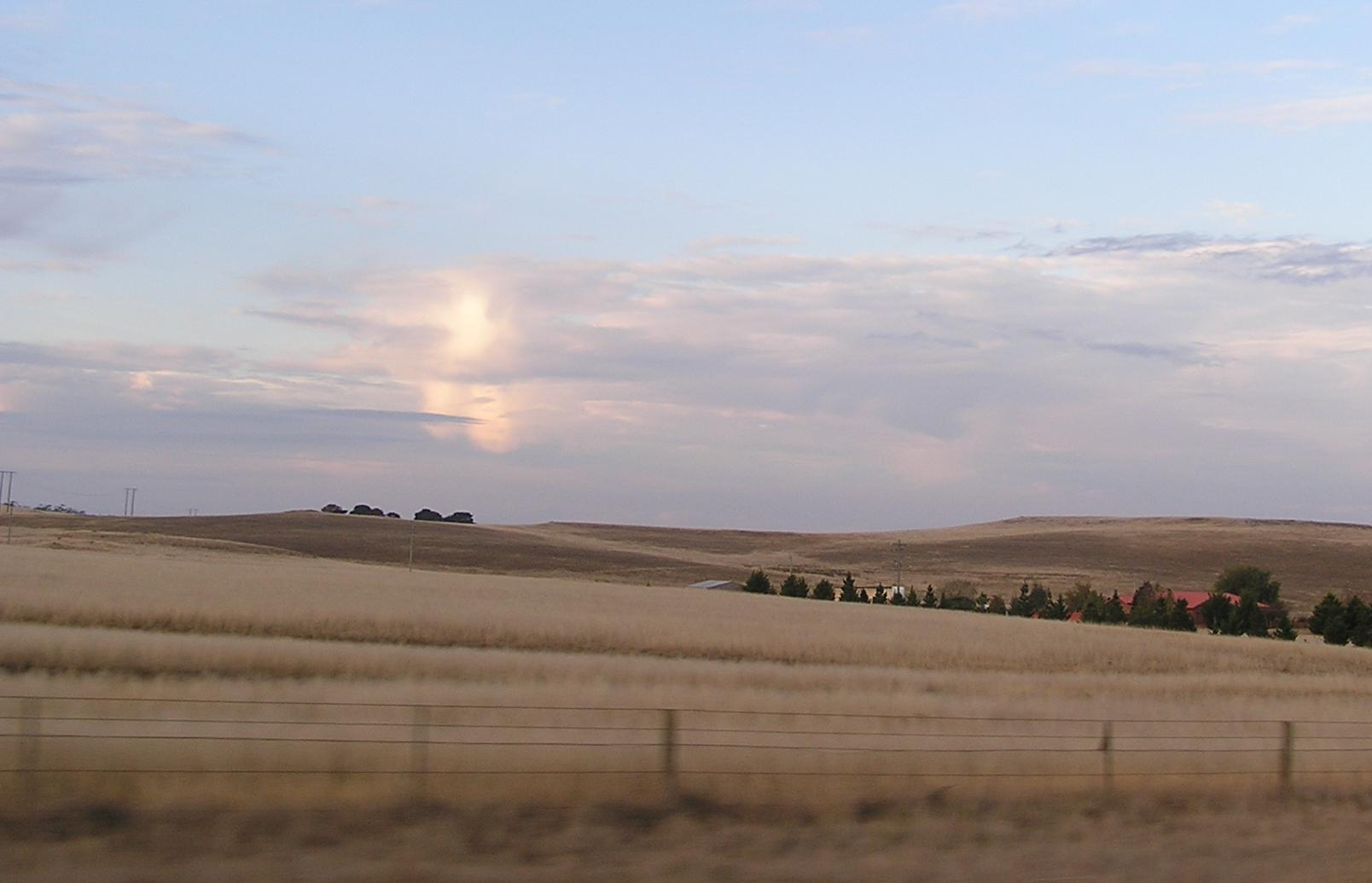
Die Plains von Monaro im australischen Bundesstaat New South Wales waren einer der Drehorte des Films

Gaby Sikorski schreibt in ihrer Kritik bei Filmstarts, Leah Purcell habe aus Henry Lawsons The Drover’s Wife eine ungewöhnliche Story über Molly Johnson entwickelt, die sich in der gewalttätigen Männerwelt zu behaupten versucht. Dieses Konzept funktioniert als Film etwa bis zur Hälfte nahezu perfekt, was vor allem am intelligent konzipierten Drehbuch liege, das die Spannung mit vielen Schauplatzwechseln steigere. Viel von der Wirkung sei auch der Kameraarbeit von Mark Wareham zu verdanken: „Seine Bilder von den Snowy Mountains sind von atemstockender Schönheit. Vom ewigen Wind gekrümmte Bäume, die endlose Steppe der Hochebenen mit ihren Lichtreflexen oder sanft melancholische Dunstwolken um die grünen Hügel schaffen eine ungeheuer intensive, manchmal schon mystische Atmosphäre, die sehr viel mit der indigenen Kultur Australiens zu tun hat – ebenfalls ein zentrales Thema des Films.“ Wareham gebe in seiner Bildgestaltung praktisch alles, um davon abzulenken, dass die Grundlage des Films ein Theaterstück ist, so Sikorski, was am Ende aber doch nicht so ganz gelinge, was an den viele bühnenmäßigen Dialogsituationen liege.
Patrick Gibbs vom Slug Mag schreibt, The Drover’s Wife – Die Legende von Molly Johnson steche aus vielen anderen australischen Filmen hervor und habe etwas wirklich Einzigartiges. Die erzählte tragische und unverfroren feministische Geschichte getraue sich, tief in ernsthafte Themen und unangenehme Wahrheiten einzutauchen. Auch die Nebenrollen seien ausgezeichnet besetzt, insbesondere Rob Collins als Yadaka mit seiner phänomenalen Leinwandpräsenz.

### Auszeichnungen
AACTA Awards 2022
- Nominierung als Bester Film

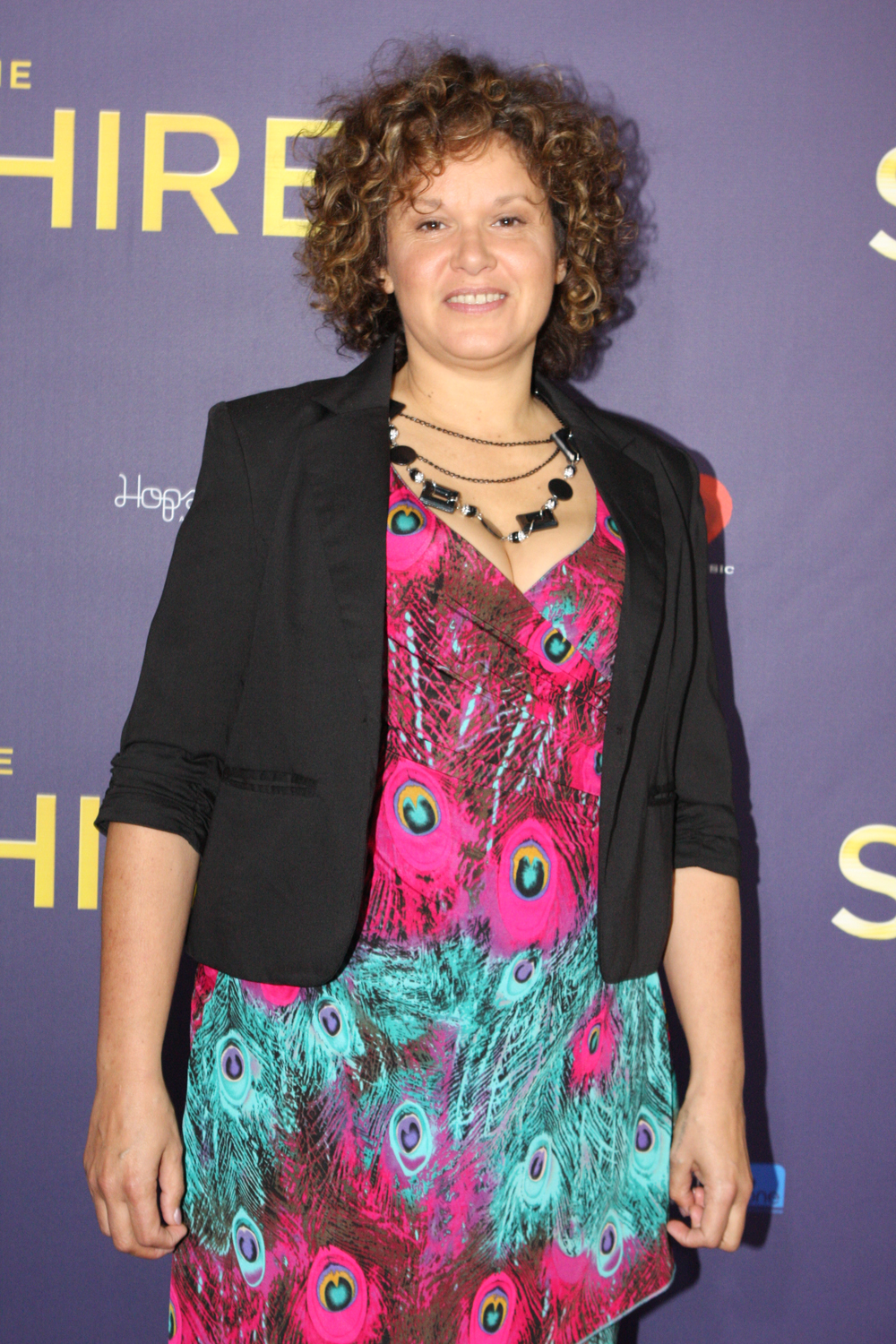
Regisseurin Leah Purcell

- Nominierung für die Beste Regie (Leah Purcell)
- Nominierung für das Beste Drehbuch
- Auszeichnung als Beste Hauptdarstellerin (Leah Purcell)
- Nominierung als Bester Hauptdarsteller (Rob Collins)
- Nominierung als Beste Nebendarstellerin (Jessica De Gouw)
- Nominierung als Bester Nebendarsteller (Malachi Dower-Roberts)[19][20]

Australian Directors Guild Awards 2022
- Auszeichnung für das Beste Regiedebüt (Leah Purcell)[21]

Braunschweig International Film Festival 2021
- Nominierung für den Frauenfilmpreis „Die TILDA“[22]

Internationales Filmfestival Warschau 2021
- Nominierung im internationalen Wettbewerb[23]

Sydney Film Festival 2021
- Nominierung im Wettbewerb[24]